# TFF 1. Lig (1986/1987)
Sezon 1986/1987 był 29. sezonem o mistrzostwo Turcji. Drużyna Beşiktaş JK nie obroniła tytułu mistrzowskiego, zdobył go natomiast zespół Galatasaray SK, zdobywając pięćdziesiąt cztery punkty w trzydziestu sześciu meczach. Po sezonie spadły zespoły Antalyaspor i Diyarbakırspor.

## Drużyny
Po sezonie 1985/1986 z ligi spadły zespoły Sakaryaspor, Orduspor i Kayserispor, z trzech grup 2. Lig awansowały natomiast drużyny Diyarbakırspor, Antalyaspor i Boluspor.
| Uczestnicy poprzedniej edycji                                                                                 | Uczestnicy poprzedniej edycji | Uczestnicy poprzedniej edycji | Uczestnicy poprzedniej edycji |
| --- | ----------------------------- | ----------------------------- | ----------------------------- |
| BES | Beşiktaş JK                   | 1                             |                               |
| GAL | Galatasaray SK                | 2                             |                               |
| SAM | Samsunspor                    | 3                             |                               |
| SAR | Sarıyer                       | 4                             |                               |
| FEN | Fenerbahçe SK                 | 5                             |                               |
| MKE | MKE Ankaragücü                | 6                             |                               |
| TRA | Trabzonspor                   | 7                             |                               |
| ALT | Altay SK                      | 8                             |                               |
| GEN | Gençlerbirliği SK             | 9                             |                               |
| ESK | Eskişehirspor                 | 10                            |                               |
| ZON | Zonguldak Kömürspor           | 11                            |                               |
| DEN | Denizlispor                   | 12                            |                               |
| MAN | Malatyaspor                   | 13                            |                               |
| KOC | Kocaelispor                   | 14                            |                               |
| ÇAY | Çaykur Rizespor               | 15                            |                               |
| BUR | Bursaspor                     | 16                            |                               |
| Awans z TFF 2. Lig                                                                                            |                               |                               |                               |
| ANT | Antalyaspor                   |                               |                               |
| BOL | Boluspor                      |                               |                               |
| DIY | Diyarbakırspor                |                               |                               |
| Oznaczenia: - kolumna pierwsza – skróty nazw drużyn, - kolumna trzecia – miejsce zajęte w poprzednim sezonie. |                               |                               |                               |

## Tabela
| Lp. | Drużyna             | M  | Z  | R  | P  | Bramki | Bramki | Różn. | Pkt | Uwagi                                |
| --- | ------------------- | -- | -- | -- | -- | ------ | ------ | ----- | --- | ------------------------------------ |
| 1   | Galatasaray SK      | 36 | 23 | 8  | 5  | 55     | 24     | +31   | 54  | Puchar Europy • I runda              |
| 2   | Beşiktaş JK         | 36 | 23 | 7  | 6  | 67     | 26     | +41   | 53  | Puchar UEFA • I runda                |
| 3   | Samsunspor          | 36 | 19 | 11 | 6  | 56     | 22     | +34   | 49  | Puchar Bałkanów • Faza grupowa       |
| 4   | Trabzonspor         | 36 | 18 | 13 | 5  | 49     | 21     | +28   | 49  |                                      |
| 5   | Fenerbahçe SK       | 36 | 13 | 13 | 10 | 46     | 39     | +7    | 39  |                                      |
| 6   | Malatyaspor         | 36 | 17 | 5  | 14 | 39     | 35     | +4    | 39  |                                      |
| 7   | Denizlispor         | 36 | 11 | 14 | 11 | 41     | 35     | +6    | 36  |                                      |
| 8   | Altay SK            | 36 | 13 | 10 | 13 | 46     | 47     | −1    | 36  |                                      |
| 9   | Eskişehirspor       | 36 | 10 | 14 | 12 | 35     | 31     | +4    | 34  | Puchar Bałkanów • Faza grupowa       |
| 10  | MKE Ankaragücü      | 36 | 12 | 10 | 14 | 37     | 43     | −6    | 34  |                                      |
| 11  | Zonguldak Kömürspor | 36 | 9  | 15 | 12 | 29     | 35     | −6    | 33  |                                      |
| 12  | Gençlerbirliği SK   | 36 | 8  | 17 | 11 | 32     | 39     | −7    | 33  | Puchar Zdobywców Pucharów • I runda1 |
| 13  | Çaykur Rizespor     | 36 | 13 | 7  | 16 | 37     | 57     | −20   | 33  |                                      |
| 14  | Sarıyer             | 36 | 11 | 10 | 15 | 42     | 39     | +3    | 32  |                                      |
| 15  | Boluspor            | 36 | 9  | 14 | 13 | 38     | 51     | −13   | 32  |                                      |
| 16  | Kocaelispor         | 36 | 10 | 11 | 15 | 39     | 50     | −11   | 31  |                                      |
| 17  | Bursaspor           | 36 | 10 | 8  | 18 | 29     | 40     | −11   | 28  |                                      |
| 18  | Antalyaspor (S)     | 36 | 8  | 8  | 20 | 37     | 68     | −31   | 24  | Spadek do TFF 2. Lig                 |
| 19  | Diyarbakırspor (S)  | 36 | 4  | 7  | 25 | 22     | 74     | −52   | 15  | Spadek do TFF 2. Lig                 |